# Juno I
Pour les articles homonymes, voir Juno.
Juno I est un lanceur spatial léger américain de la famille Redstone. Dérivant de la fusée Jupiter-C, il fut le premier lanceur américain opérationnel, et a ainsi envoyé le premier satellite américain, Explorer 1, le 1er février 1958, soit environ 4 mois après Spoutnik 1.
La mise en orbite du satellite soviétique Spoutnik est le point de départ de la course à l'espace entre américains et soviétiques. Le lanceur Juno I est chargé de relever le défi soviétique en remplaçant au pied levé le lanceur Vanguard qui devait assurer le premier lancement d'un satellite américain mais dont la mise au point n'est pas achevée. À sa première tentative, le 1er février 1958 à 03 h 48 TU, le lanceur Juno I met en orbite le premier satellite américain Explorer 1. Après quelques lancements, le lanceur Juno I peu performant cède la place au lanceur Juno II deux fois plus performant qui est elle-même rapidement remplacée par les lanceurs Delta et Atlas.

## Histoire

### Contexte
En juillet 1955, les États-Unis et l'URSS annoncent, chacun de leur côté, qu'ils lanceront un satellite artificiel dans le cadre des travaux scientifiques prévus pour l'Année géophysique internationale (juillet 1957-décembre 1958). Le mois précédent les dirigeants américains, décident dans cette perspective de développer un nouveau lanceur de trois étages, le lanceur Vanguard (en français : « avant-garde »), qui comporte un grand nombre d'innovations techniques par rapport aux fusées développées jusque-là. À l'époque, d'autres propositions moins radicales sont repoussées : les décideurs n'ont pas conscience de l'enjeu politique qui va se greffer par la suite sur ce projet à connotation scientifique. Les capacités et l'avance soviétique sont également sous-estimées. À la surprise générale, le 4 octobre 1957, l'Union soviétique est la première à placer en orbite le satellite Spoutnik 1. En cette période de guerre froide, c'est un choc pour les responsables et l'opinion publique américains, jusqu'alors persuadés de la supériorité de la technique américaine. Le projet Vanguard qui progresse lentement, ne peut à l'époque que tester le premier étage en vol. Pour effacer l'« affront soviétique », les développements en cours sont accélérés. Deux tentatives de lancement d'un satellite en novembre et décembre 1957 se soldent par un échec.

### Les premiers projets
En 15 septembre 1954, le groupe d'ingénieurs de Wernher von Braun à Huntsville produit un rapport intitulé « The Minimum Satellite Vehicle Based upon Components Available from Missile Development of the Army Ordnance Corps ». Selon ce rapport, un satellite de 2,2 kg pourrait être mis en orbite à l'aide du matériel de missiles existant de l'armée. La fusée consistait en un missile Redstone allongé d'une poussée de 78 000 livres, d'un second étage de 24 Loki II-A, 6 Loki II-A et enfin 1 Loki II-A. En quelques mois, l'armée et la marine ont uni les ressources de l'organisation de l'ABMA à Huntsville, du Jet Propulsion Laboratory, de l'Office of Naval Research et de plusieurs entrepreneurs industriels dans ce qui était désormais connu sous le nom de projet Orbiter. La Marine a pris la responsabilité de la charge utile (le satellite) et des installations de suivi, tandis que les tâches de l'Armée comprenaient l'adaptation du Redstone et le développement des grappes de fusées Loki.
Après avoir reçu le rapport en novembre 1954, le JPL a suggéré de remplacer les fusées Loki par les fusées à propergol solide Sergeant, en cours de développement au sein du JPL à l'époque. Cette amélioration aurait dû permettre d'augmenter la charge utile du satellite Orbiter à 8 kg,.

### De Redstone à la Jupiter-C
Wernher von Braun est à l'époque responsable de la conception du missile balistique Redstone au sein de l'Army Ballistic Missile Agency (ABMA), une unité de l'armée de terre américaine. Le missile Redstone manque de puissance pour placer en orbite un satellite mais von Braun commence à mettre au point dès 1955 une version plus puissante, baptisée Jupiter-C (pour Jupiter Composite Reentry Test Vehicle). Cette fusée est développée pour tester la rentrée atmosphérique des têtes nucléaires du missile balistique à portée intermédiaire Jupiter dont le développement est en cours sous sa supervision. La poussée du moteur de la Jupiter-C est accrue en remplaçant le carburant de la Redstone (de l'alcool) par de l’Hydyne. La Jupiter-C est dotée du système de guidage inertiel du futur missile Jupiter et comporte trois étages constitués de manière sommaire d'un ensemble de moteurs à propergol solide Recruit (Baby Sergeant) : onze moteurs pour le premier étage, trois moteurs pour le deuxième et un moteur pour le dernier étage. L'objectif de ce montage est de reproduire le profil de vol du missile Jupiter pour étudier le comportement de son ogive lorsque celle-ci soumise à l'énorme échauffement dû aux frottements dans l'atmosphère aux vitesses hypersoniques ; ce problème constitue à l'époque un des principaux défis techniques rencontrés dans la mise au point des missiles balistiques.

### Une occasion manquée: le projet Orbiter
Wernher von Braun sait que la Jupiter-C peut mettre en orbite une charge utile de petite taille : ce projet dit Orbiter, élaboré dès 1954, est repoussé en 1955 par le comité scientifique chargé de sélectionner le lanceur du premier satellite américain. Le comité applique en effet les directives du président américain Dwight D. Eisenhower : celui-ci veut que le projet conserve un caractère civil. L'utilisation d'un missile mis en œuvre par une unité de l'Armée de terre (U.S. Army) ne répond pas à ces critères.
Une version de la Jupiter-C sans étages supérieurs, la Jupiter-A, est d'abord testée. La Jupiter-C vole trois fois avant la date de lancement de Spoutnik : le propergol du dernier étage est à chaque fois remplacé par du sable conformément aux directives du président pour s'assurer que la charge utile n'est pas mise en orbite « par accident ». Après le lancement de Spoutnik le 4 octobre 1957, la Jupiter-C qui est mise en sommeil depuis août est réactivée. Mais von Braun n'a pas immédiatement le feu vert car le lanceur Vanguard a toujours la priorité. Ce n'est que le 8 novembre 1957, à la suite du lancement de Spoutnik 2 qui plonge tout le pays dans un grand émoi, que le département de la Défense demande à von Braun de mettre son projet à exécution.

### Le lancement du premier satellite américain Explorer 1
Le Jet Propulsion Laboratory est chargé de concevoir et fabriquer un satellite adapté au lanceur. Cette dernière est transportée en décembre par voie maritime depuis Huntsville (site de l'ABMA où sont conçus et mis au point les missiles de von Braun) jusqu'à la base de lancement de Cap Canaveral en Floride. Les différents sous-ensembles du lanceur sont montés et testés. Le 31 janvier 1958 le lanceur Jupiter-C baptisée Juno 1 place en orbite terrestre basse au premier essai le satellite Explorer 1 (il ne reçoit son nom qu'après son lancement). Le satellite, avec ses 14 kg en comptant le corps du dernier moteur-fusée Recruit, est loin de la masse des Spoutniks déjà satellisés (Spoutnik 2 : 508 kg), mais l'honneur de l'astronautique américain est sauf. La petite charge scientifique emportée par le satellite révèle l'existence des ceintures de Van Allen.

## Caractéristiques techniques du Juno I
Le premier étage du lanceur Juno I reprend les principales caractéristiques du missile Redstone. Le moteur qui consomme un carburant exotique, de l’Hydyne, et de l’oxygène liquide, qui fournit grâce à cet artifice une poussée de 370 kN au lieu des 333 kN du missile ce qui a permis d'allonger l'étage et d'accroître la durée de la poussée. Le premier étage est long de 17,6 mètres pour un diamètre de 1,78 mètre et pèse 28,4 tonnes (3,4 tonnes à vide). Chaque moteur à poudre Recruit qui constitue les étages supérieurs, pèse environ 27 kg (6 kg à vide) est longue de 1 mètre pour un diamètre de 44 cm et fournit une poussée de 0,66 tonne durant 6 secondes. Le lanceur peut placer 20 kg sur une orbite de 500 km d'altitude. Pour stabiliser l'orientation des étages supérieurs ceux-ci sont mis en rotation rapide (460 tours par minute) avant leur séparation avec le premier étage. Le lanceur dispose d'un système de guidage à inertie.

### Les étages du lanceur
Juno I est composé de 4 étages (étages Booster Redstone et High-speed stages) et d'une section de guidage. Le premier étage Redstone utilise de l'oxygène liquide (LOx) et de l'Hydyne. Les étages supérieurs, « High-speed stages », sont des missiles sergents de petite taille regroupés en grappes, utilisant des propergols solides. Ils sont mis en rotation par des moteurs électriques pour être en stabilisation. Une section de guidage est logée entre les deux étages. Le premier étage fonctionne pendant 155 secondes, alors que chaque étage des High-speed stages ne fonctionne que 6 secondes.
| Caractéristique                 | 1er étage                 | 2e étage          | 3e étage          | 4e étage          |
| Désignation                     | Redstone                  | High-speed stages | High-speed stages | High-speed stages |
| ------------------------------- | ------------------------- | ----------------- | ----------------- | ----------------- |
| Dimension (longueur × diamètre) | 17,6 × 1,78 m             | 3,20 x 0,64 m     | 3,20 x 0,64 m     | 3,20 x 0,64 m     |
| Masse avec carburant            | 28,4 t                    | -                 | -                 | -                 |
| Masse à vide                    | 3,4 t                     | -                 | -                 | -                 |
| Poussée                         | 83 000 lb (~ 370 kN)      | -                 | -                 | -                 |
| Impulsion spécifique            | -                         |                   |                   |                   |
| Durée de fonctionnement         | 155 s                     | 6 s               | 6 s               | 6 s               |
| Moteurs                         | 1 x A-7                   | -                 | -                 | -                 |
| Ergols                          | Hydyne et oxygène liquide | T17-E2            | T17-E2            | JPL 136           |

#### Étages supérieures — High-Speed Stages
Les High-speed stages (étages à grande vitesse en français) sont les étages supérieurs de la fusée, destinés à fournir le reste de la poussée nécessaire pour la satellisation du satellite. Ils constituent les étages 2, 3 et 4 du Juno I. Les étages sont des regroupements de propulseur de missile Sergeant à échelle réduite : 11 pour le second étage, 3 pour le troisième, tous deux consommant du propergol T17-E2, et un unique pour le quatrième étage, consommant du propergol JPL 136 (JPL 532A à partir d'Explorer 4) Ce dernier reste attaché à la charge utile. Chacun des propulseurs mesurent 15,24 cm de large pour 1,19 m de haut (le dernier étage est légèrement plus court). L'assemblage final est haut de 3,20 m, pour un diamètre de 0,64 m. La masse est de 445 kg. Pendant le vol, les High-speed stages sont en rotation pour assurer sa stabilité, à une vitesse de 539 tours par minute lors du lancement jusqu'à atteindre 810 tours par minute. La rotation est fourni par 2 petits moteurs électriques.

High-speed stages
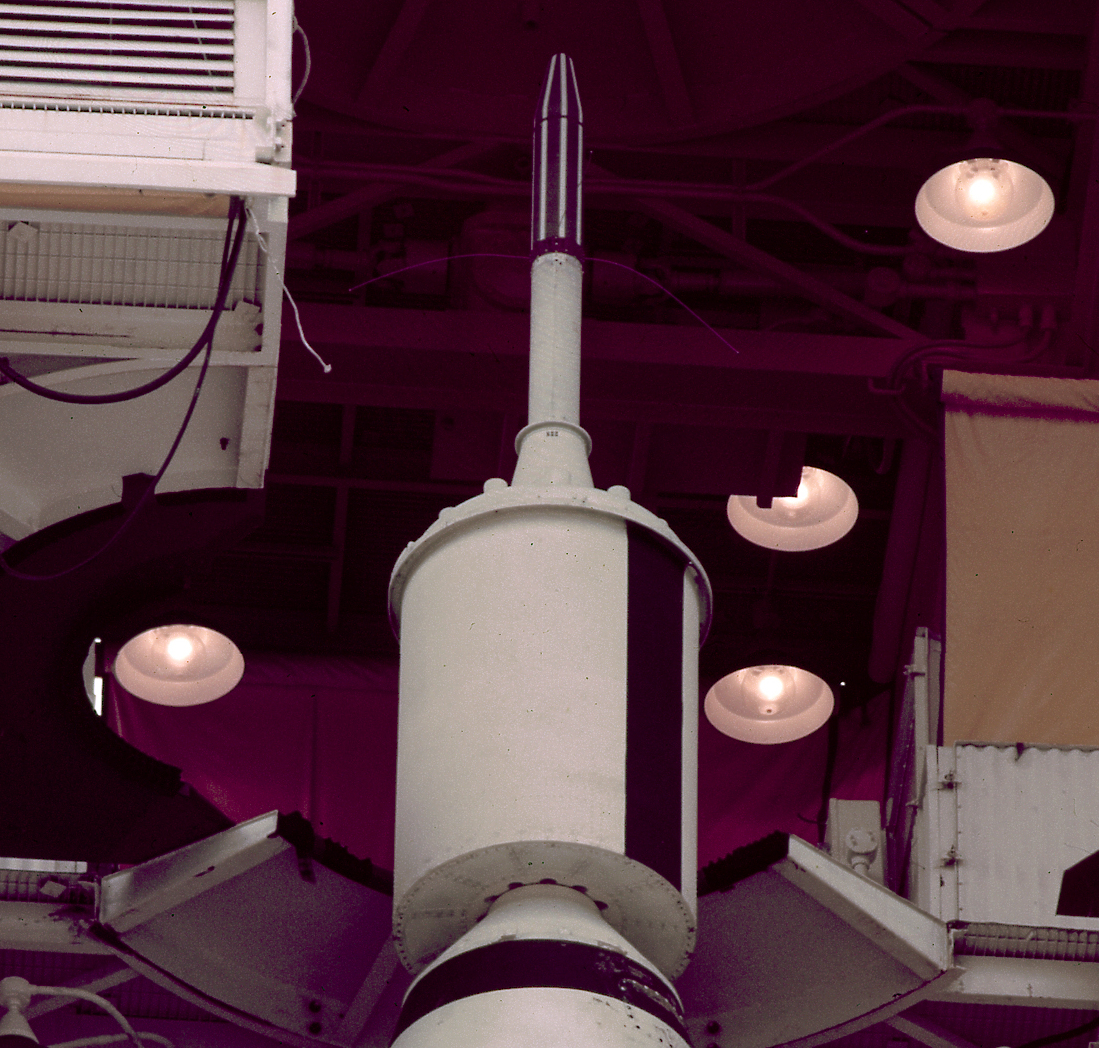
Vu au sol du High-speed étage surmonté d'Explorer 1.
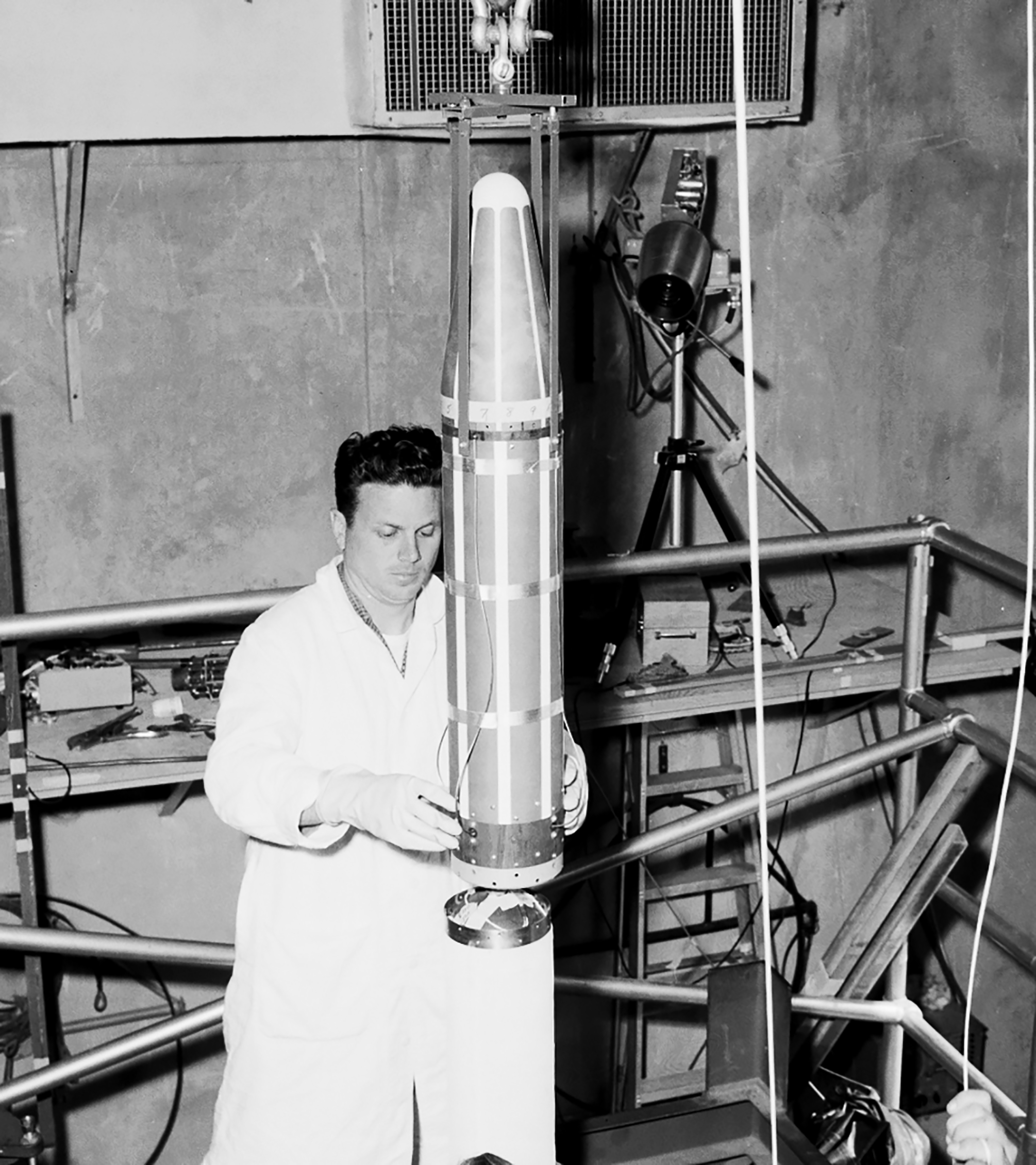
Explorer 1 en installation sur le dernier étage.

### Le moteur-fusée — A-7
Le A-7 est un moteur-fusée fabriqué par la société américaine Rocketdyne, à l'époque une filiale de North American Aviation, qui propulse le premier étage Redstone du Juno I. Le moteur utilise comme ergols liquides de l'oxygène liquide et de l'Hydyne, un carburant performant mais toxique et corrosif. Cette combinaison provoque une poussée totale de 83 000 livres (37 648 kg), pour une durée de fonctionner de 155 secondes. Le moteur est de genre « cycle générateur de vapeur ». De la vapeur obtenu par le decomposition de peroxyde d'hydrogène avec du permanganate de potassium permet d'entraîner les turbopompes.

Moteur A-7
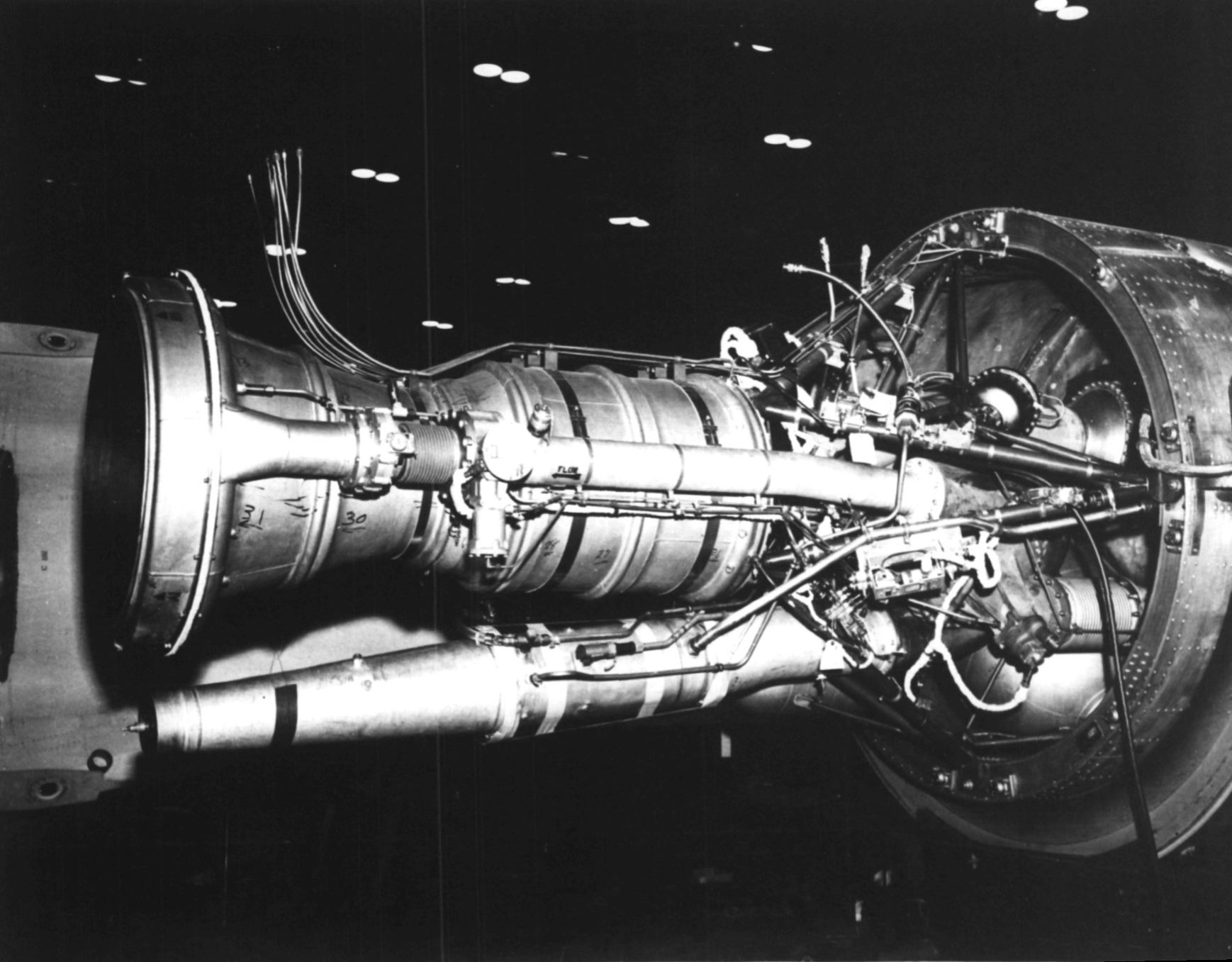
Le A-7 d'un Mercury-Redstone, similaire â celui du Juno I,
Moteur A-7 sur banc de tir.

## Les autres lancements du Juno I
Cinq autres lancements ont lieu. Malgré sa conception rudimentaire, il réussit à placer en orbite 3 satellites de la série Explorer en 6 tirs (3 échecs) étalés entre février et octobre 1958. Le développement de ce lanceur s'arrête là car von Braun utilise par la suite le missile Redstone plus puissant pour lancer ses satellites. Le lanceur Mercury-Redstone, version remaniée du missile Redstone, est utilisée pour lancer les deux premiers astronautes américains dans le cadre du programme Mercury en 1961.

## Historique des lancements
| Vol n° | Numéro de série | Date de lancement | Site de lancement | Pad de tir | Charge utile particulier                | Notes | Résultat | Image |
| ------ | --------------- | ----------------- | ----------------- | ---------- | --------------------------------------- | --- | -------- | ----- |
| 1      | RS-29 / RS-UE   | 1er février 1958  | Cape Canaveral    | LC-26A     | Premier satellite américain, Explorer 1 | | Succès   |       |
| 2      | RS-26 / RS-UV   | 5 mars 1958       | Cape Canaveral    | LC-26A     | Satellite Explorer 2                    | | Échec    |       |
| 3      | RS-24 / RS-UT   | 26 mars 1958      | Cape Canaveral    | LC-5       | Satellite Explorer 3                    | | Succès   |       |
| 4      | RS-44 / RS-TT   | 26 juillet 1958   | Cape Canaveral    | LC-5       | Satellite Explorer 4                    | | Succès   |       |
| 5      | RS-47 / RS-TI   | 24 août 1958      | Cape Canaveral    | LC-5       | Satellite Explorer 5                    | Échec : Le deuxième étape s'est allumé dans le mauvais sens. Le Redstone possède les indicatifs 13 (HN), alors qu'en réalité, c'est 47                                                                                           | Échec    |       |
| 6      | RS-49 / RS-TE   | 23 octobre 1958   | Cape Canaveral    | LC-5       |                                         | Échec : La séparation prématurée de l'étage supérieur causant une défaillance structurelle a empêché le satellite d'être placée avec succès en orbite. Le Redstone possède les indicatifs 19 (HE), alors qu'en réalité, c'est 49 | Échec    |       |